# Península de Kent

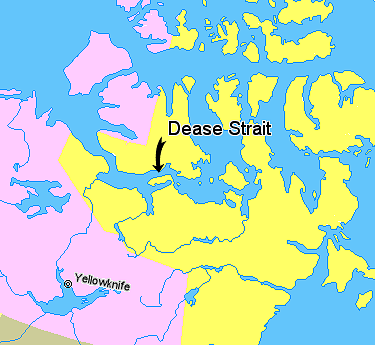
A península fica a sul do estreito de Dease, indicado pela seta neste mapa do norte do Canadá

A península de Kent é uma grande península, quase totalmente rodeada por água, em Nunavut, no norte do Canadá continental. De um estreito istmo, estende-se por 169 km para oeste, até ao golfo da Coroação. Fica a sul do estreito de Dease, que a separa da ilha Victoria e das ilhas Finlayson. Fica a noroeste do golfo da Rainha Maud. O Melville Sound, Parry Bay, e Elu Inlet ficam também nas proximidades da península. O cabo Flinders é o ponto mais ocidental da mesma.
A península tem muitos lagos e rios sem nome atribuído, e uma linha de costa irregular.